# Christ Church Nichola Town
Christ Church Nichola Town est l'une des quatorze paroisses de Saint-Christophe-et-Niévès. Elle est située sur l'île Saint-Christophe.